# Зарина Дияс
Зарина Дияс (на казахски: Зарина Диас) е казахстанска тенисистка, родена на 18 октомври 1993 г. Най-високата ѝ позиция в ранглистата за жени на WTA е 40–то място, постигнато на 8 септември 2014 г.
Има 5 титли от турнири на ITF.
Предпочитаната ѝ настилка е твърда, а любимият ѝ турнир – Острелиън Оупън.